# Planctosphaera pelagica
Planctosphaera pelagica és una espècie d'hemicordat, l'única de la classe dels planctosferoïdeus. Només se'n coneix la característica forma larvària rodona, que viu en l'oceà obert i que pot mesurar fins a un centímetre. Abans se la classifica dins la família Planctosphaeridae.